# 대한민국 상법 제176조
대한민국 상법 제176조는 회사의 해산명령에 대한 상법 회사법의 조문이다. 본 조는 농어업법인 등 다른 법인에도 준용된다

## 조문
제176조 (회사의 해산명령) (1) 법원은 다음의 사유가 있는 경우에는 이해관계인이나 검사의 청구에 의하여 또는 직권으로 회사의 해산을 명할 수 있다.

1. 회사의 설립목적이 불법한 것인때
2. 회사가 정당한 사유없이 설립후 1년내에 영업을 개시하지 아니하거나 1년이상 영업을 휴지하는 때
3. 이사 또는 회사의 업무를 집행하는 사원이 법령 또는 정관에 위반하여 회사의 존속을 허용할 수 없는 행위를 한때

(2) 전항의 청구가 있는 때에는 법원은 해산을 명하기 전일지라도 이해관계인이나 검사의 청구에 의하여 또는 직권으로 관리인의 선임 기타 회사재산의 보전에 필요한 처분을 할 수 있다.

(3) 이해관계인이 제1항의 청구를 한 때에는 법원은 회사의 청구에 의하여 상당한 담보를 제공할 것을 명할 수 있다.

(4) 회사가 전항의 청구를 함에는 이해관계인의 청구가 악의임을 소명하여야 한다.

第176條 (會社의 解散命令)①法院은 다음의 事由가 있는 境遇에는 利害關係人이나 檢事의 請求에 依하여 또는 職權으로 會社의 解散을 命할 수 있다.
1. 會社의 設立目的이 不法한 것인때
2. 會社가 正當한 事由없이 設立後 1年內에 營業을 開始하지 아니하거나 1年以上 營業을 休止하는 때
3. 理事 또는 會社의 業務를 執行하는 社員이 法令 또는 定款에 違反하여 會社의 存續을 許容할 수 없는 行爲를 한때
②前項의 請求가 있는 때에는 法院은 解散을 命하기 前일지라도 利害關係人이나 檢事의 請求에 依하여 또는 職權으로 管理人의 選任 其他 會社財産의 保全에 必要한 處分을 할 수 있다.
③利害關係人이 第1項의 請求를 한 때에는 法院은 會社의 請求에 依하여 相當한 擔保를 提供할 것을 命할 수 있다.
④會社가 前項의 請求를 함에는 利害關係人의 請求가 惡意임을 疎明하여야 한다.

## 비교 조문
농어업경영체법 제20조의3(해산명령) ① 농업법인 또는 어업법인의 해산명령에 관하여는 「상법」 제176조에 따른 회사의 해산명령에 관한 규정을 준용한다. 이 경우 “회사”는 “농업법인 또는 어업법인”으로 본다.

비송사건절차법 제90조(해산을 명하는 재판)
① 「상법」 제176조제1항에 따른 재판에 관하여는 제75조제1항을 준용한다.
② 법원은 재판을 하기 전에 이해관계인의 진술과 검사의 의견을 들어야 한다.

비송사건절차법 제92조(해산명령신청의 공고와 그 방법)
「상법」 제176조제1항에 따른 해산명령의 신청이 있는 경우에는 제88조제4항을 준용한다.

비송사건절차법 제94조(해산명령 전의 회사재산 보전에 필요한 처분)
① 「상법」 제176조제2항에 따라 관리인의 선임, 그 밖에 회사재산의 보전에 필요한 처분을 하는 경우에는 제44조의9, 제77조 및 제78조를 준용한다.

비송사건절차법 제96조(비용의 부담)
① 법원이 「상법」 제176조제2항에 따라 직권으로 재판을 하였거나 신청에 상응한 재판을 한 경우에는 재판 전의 절차와 재판의 고지 비용은 회사가 부담한다. 법원이 명한 처분에 필요한 비용도 또한 같다.

비송사건절차법 제97조(해산명령 청구자의 담보제공)
「상법」 제176조제3항에 따라 제공할 담보에 관하여는 「민사소송법」 제120조제1항 및 제121조부터 제126조까지의 규정을 준용한다.

## 판례
- 상법 제176조 제1항에 의하여 법원에 회사의 해산명령을 청구할 수 있는 이해관계인이란 회사 존립에 직접 법률상 이해관계가 있는 자라고 보아야 한다.[2]

## 같이 보기
- 이해관계인
- 비송사건절차법
- 농어업경영체법